# Joshua J. McElwee
Joshua J. McElwee (...) è un giornalista statunitense, vaticanista del periodico Internet National Catholic Reporter, pluripremiato dalla Catholic Press Association di Stati Uniti e Canada.
Ha realizzato numerosi servizi giornalistici sulla attività di papa Francesco, a partire dalla sua elezione nel Marzo 2013, e vari reportage riguardo alla Leadership Conference of Women Religious, l'associazione che raccoglie i capi delle congregazioni religiose cattoliche femminili degli Stati Uniti, ed in merito gli attriti fra vescovi della Chiesa statunitense e teologi laici.
Frequenti sono le sue presenze nel ruolo di opinionista e commentatore in programmi radio-televisivi, quali: Morning Edition, On Point, ed il The Diane Rehm Show.
È sposato con Kate McElwee, direttrice responsabile della Women's Ordination Conference, associazione femminista post-conciliare senza fini di lucro, che si propone di introdurre gli ordini femminili nella gerarchia ecclesiastica cattolica (donne-sacerdote, donne-vescovo). Al 2014 entrambi risultano residenti a Roma, nonché membri del Consiglio Pastorale della Caravita Community, congregazione di cattolici di lingua inglese che si riuniscono settimanalmente per l'Adorazione Eucaristica nel centro di Roma, cui appartengono diplomatici, dipendenti dell'ONU, studenti delle università pontificie, pellegrini provenienti da tutte le confessioni religiose e itinerari spirituali.